# Pteromyscus pulverulentus
Pteromyscus pulverulentus är en gnagare i släktgruppen flygekorrar som förekommer i Sydostasien. Djuret lever i tropiska regnskogar på Malackahalvön, Sumatra, Borneo och på några mindre öar i regionen.
Släktet består endast av denna art med två underarter.
Med en kroppslängd (huvud och bål) av 22 till 29 centimeter och en svanslängd av 18 till 23 centimeter är arten en medelstor flygekorre. Arten väger 130 till 250 gram. Pälsen är på ovansidan svartgrå och på buken vitaktig. Även främre halsen är vitaktig. Den yviga svansen har en gråbrun färg med en mörkare spets. Svansen är något avplattad men inte lika tydlig som hos släktet Glaucomys. I motsats till Belomys pearsoni saknar arten tofsar vid öronen.
Individerna är aktiva på natten och lever främst ensamma. De vilar i trädens håligheter som vanligen ligger 3 till 4 meter över marken. Födan utgörs troligen av växtdelar som blad, blommor, knoppar och andra växtskott. Honor kan para sig hela året. Kullarna består av en eller två ungar. Djuret föredrar låglänta områden men det hittas även i bergstrakter.
Fram till 1970-talet var arten inte sällsynt men populationen minskade tydligt på grund av regnskogens avverkning. Pteromyscus pulverulentus listas av IUCN som starkt hotad ("EN").